# Pteridotelus contaminatus
Pteridotelus contaminatus là một loài bọ cánh cứng trong họ Cerambycidae.